# Parafia Matki Bożej Królowej Polski w Człuchowie
Parafia Matki Bożej Królowej Polski w Człuchowie – rzymskokatolicka parafia należąca do dekanatu Człuchów, diecezji pelplińskiej.
Parafię ustanowiono w 1991 roku. Początkowo miała nosić wezwanie św. Ignacego Loyoli. W 1992 roku parafia została włączona do diecezji pelplińskiej. W 2002 roku zbudowano kościół parafialny.

## Obszar parafii
Na obszarze parafii leżą ulice w Człuchowie: Armii Krajowej, Dąbrowskiego, Drzymały, Kamienna, Łąkowa, Os. Sikorskiego, Osiedle Witosa, Reymonta, Rataja, Szczecińska (od Nr 25) oraz miejscowość Jaromierz w gminie Człuchów.